# Amy Holmes
Amy M. Holmes (né le 25 juillet 1973) est une présentatrice de journaux télévisés, auparavant sur l'émission de Glenn Beck sur la chaine télévisé TheBlaze et une ancienne présentatrice du journal de TheBlaze Real News. En 2015, elle commença à présenté Way Too Early, qui est diffusée tous les jours de semaine sur MSNBC à 5h30, heure de New York, comme introductrice dans Morning Joe. Elle est aussi apparue comme intervenante indépendante politique pour CNN et Fox News, et est apparu sur Real Time with Bill Maher à plusieurs reprises.

## Vie privée et carrière
Holmes est né à Lusaka, en Zambie, d'un père Africain et d'une mère blanche américaine,. Elle a grandi auprès de sa mère, native de Seattle, Washington, après que ses parents aient divorcé quand elle avait trois ans.
Holmes a obtenu un baccalauréat en Art avec une mention en économie de l'Université de Princeton en 1994. Elle a été membre de la fraternité Kappa Alpha Theta. Elle est indépendante conservateur.
Elle a été invitée à co-présenter The View et co-animée l'émission de Fox News Glenn Beck , tandis que Beck était sur la route avec son spectacle "Unelectable". Elle est également apparue sur la chaîne HBO dans l'émission Real Time with Bill Maher. Elle a été une présentatrice du programme matinal de radio, du journal Washington Times appelé "America's Morning News". Elle est apparue avec Cenk Uygur (en) sur MSNBC Live, et sur Reliable Sources', Morning Joe, et Media Buzz.
Après plusieurs années de travail pour Independent Women's Forum, de 2003 à 2006, Holmes a écrit pour Bill Frist, à deux reprises pour United States Senator du Tennessee et Republican Majority Leader.